# نیکو دی کدین
نیکو دی کدین (انگلیسی: Nicodicodine) نوعی ترکیب اوپیوئیدی بوده و در سال ۱۹۰۴ به عنوان داروی ضدسرفه و مسکن تولید شد ولی امروزه دیگر تجویز نمیشود.
برخی عوارض جانبی این دارو مانند مواد اوپیوییدها (افیونی‌ها) شامل خارش، حالت تهوع و دپرسیون تنفسی (یک بیماری تنفسی که عمق و دامنه تنفس فرد از حد نرمال پایین تر می آید)  است.